# Dracula callithrix
Dracula callithrix är en orkidéart som beskrevs av N.Peláez, Buit-del. och Gary Mey. Dracula callithrix ingår i släktet Dracula och familjen orkidéer.
Artens utbredningsområde är Colombia. Inga underarter finns listade i Catalogue of Life.